# Contatto linguistico
Con l'espressione "contatto linguistico" si intende la compresenza in un luogo e in un tempo di due o più lingue.
Il luogo del contatto può essere inteso in due sensi:
- dal punto di vista del parlante, per cui il fatto stesso che egli parli due lingue (a prescindere da quanta competenza linguistico-comunicativa detenga) lo individua come luogo del contatto fra due lingue;
- dal punto di vista delle lingue, per cui due lingue si trovano in condizione di reciproca influenza, tipicamente perché sono utilizzate in luoghi geografici prossimi l'uno all'altro.

Si dice "lingua di contatto" una lingua che sia sottoposta a contatto linguistico in uno dei due sensi sopra esposti. È, ad esempio, lingua di contatto l'italiano parlato dai figli e dai nipoti degli immigrati che, nati in Italia, accedono al sistema scolastico italiano o comunque si formano in Italia, e per i quali la lingua italiana non è né una L1 (cioè una lingua nativa) né una L2 (cioè una lingua acquisita successivamente all'età del primo sviluppo).
Quando, in una situazione di contatto linguistico la struttura di due lingue si approssima, avviene una convergenza.